# Nahkjala
Nahkjala – wieś w Estonii, w prowincji Harju, w gminie Keila.